# Manuel Quiroga Losada
Manuel Quiroga Losada (Pontevedra, 15 de abril de 1892 — 19 de abril de 1961) foi um violinista e compositor espanhol, sendo considerado o músico galego de maior renome internacional e um dos instrumentistas mais importantes de sua época. Foi anunciado em numerosas ocasiões, por parte dos críticos, como "o melhor sucessor de Pablo de Sarasate".
Os grandes violinistas de sua época, Eugène Ysaÿe, Fritz Kreisler, George Enescu, Mischa Elman e Jascha Heifetz — assim como compositores como Igor Stravinsky e Jean Sibelius, tinham a arte de Quiroga como uma grande consideração. Guilhermina Suggia, violinista portuguesa, avaliou sua vida, retratada em Il trillo del diavolo por Giuseppe Tartini, como "maravilhosa e impecável".